# 真泉会今治第一病院
真泉会今治第一病院（しんせんかいいまばりだいいちびょういん）は、愛媛県今治市にある病院。

## 診療科目
- 内科
- 眼科
- 歯科口腔外科
- 外科
- 整形外科
- 循環器科
- 心臓血管外科
- 耳鼻咽喉科
- 放射線科
- 泌尿器科
- 麻酔科
- リハビリテーション科

## アクセス
- JR四国予讃線今治駅から徒歩約5分。
- 瀬戸内運輸「北高前」停留所から徒歩約1分。
- 西瀬戸自動車道今治インターチェンジ 約2km

## 周辺

### コンビニ・飲食店
- カレーハウスCoCo壱番屋今治日吉店
- 本家かまどや日吉店
- エーコープ
- イオン今治店

### 公共施設・学校
- 愛媛県立今治北高等学校本校
- 法務省松山刑務所今治拘置支署
- 今治北日吉郵便局
- 今治警察署駅前交番

### 医療機関
- 順天会放射線第一病院